# Бюлаг (Північна Дакота)
Бюлаг (англ. Beulah) — місто (англ. city) в США, в окрузі Мерсер штату Північна Дакота. Населення — 3058 осіб (2020).

## Географія
Бюлаг розташований за координатами 47°16′7″ пн. ш. 101°46′14″ зх. д. / 47.26861° пн. ш. 101.77056° зх. д. (47.268531, -101.770459).  За даними Бюро перепису населення США в 2010 році місто мало площу 6,52 км², з яких 6,45 км² — суходіл та 0,06 км² — водойми.

### Клімат
| Клімат : Бюлаг        | Клімат : Бюлаг | Клімат : Бюлаг | Клімат : Бюлаг | Клімат : Бюлаг | Клімат : Бюлаг | Клімат : Бюлаг | Клімат : Бюлаг | Клімат : Бюлаг | Клімат : Бюлаг | Клімат : Бюлаг | Клімат : Бюлаг | Клімат : Бюлаг | Клімат : Бюлаг |
| Показник              | Січ.           | Лют.           | Бер.           | Квіт.          | Трав.          | Черв.          | Лип.           | Серп.          | Вер.           | Жовт.          | Лист.          | Груд.          | Рік            |
| Середній максимум, °C | −7,2           | −5,8           | 2,7            | 13,1           | 18,7           | 23,3           | 28,9           | 28,2           | 22,7           | 13,3           | 5,6            | −7,7           | 11,3           |
| Середній мінімум, °C  | −17,6          | −16,3          | −7,9           | −0,8           | 5,2            | 10,1           | 13,6           | 12,4           | 7,7            | 0,6            | −6,5           | −17,2          | −1,4           |
| Норма опадів, мм      | 17             | 17             | 23             | 22             | 70             | 85             | 49             | 28             | 55             | 32             | 13             | 14             | 425            |
| --------------------- | -------------- | -------------- | -------------- | -------------- | -------------- | -------------- | -------------- | -------------- | -------------- | -------------- | -------------- | -------------- | -------------- |
| Джерело: NOAA         |                |                |                |                |                |                |                |                |                |                |                |                |                |

## Демографія
Згідно з переписом 2010 року, у місті мешкала 3121 особа в 1353 домогосподарствах у складі 862 родин. Густота населення становила 479 осіб/км².  Було 1508 помешкань (231/км²).
Расовий склад населення:
| - 94,8 % — білих - 2,3 % — корінних американців - 0,3 % — вихідців з тихоокеанських островів - 0,3 % — азіатів - 0,2 % — чорних або афроамериканців |

До двох чи більше рас належало 1,4 %. Частка іспаномовних становила 2,3 % від усіх жителів.
За віковим діапазоном населення розподілялося таким чином: 22,3 % — особи молодші 18 років, 62,8 % — особи у віці 18—64 років, 14,9 % — особи у віці 65 років та старші. Медіана віку мешканця становила 44,2 року. На 100 осіб жіночої статі у місті припадало 105,5 чоловіків;  на 100 жінок у віці від 18 років та старших — 101,2 чоловіків також старших 18 років.
Середній дохід на одне домашнє господарство  становив 76 992 долари США (медіана — 75 375), а середній дохід на одну сім'ю — 92 916 доларів (медіана — 91 276). Медіана доходів становила 76 450 доларів для чоловіків та 32 273 долари для жінок. За межею бідності перебувало 8,7 % осіб, у тому числі 6,9 % дітей у віці до 18 років та 14,6 % осіб у віці 65 років та старших.
Цивільне працевлаштоване населення становило 1556 осіб. Основні галузі зайнятості: освіта, охорона здоров'я та соціальна допомога — 18,9 %, сільське господарство, лісництво, риболовля — 15,0 %, транспорт — 13,8 %.